# Ferrières, Charente-Maritime
Ferrières är en kommun i departementet Charente-Maritime i regionen Nouvelle-Aquitaine i västra Frankrike. Kommunen ligger  i kantonen Courçon som ligger i arrondissementet La Rochelle. År 2022 hade Ferrières 1 459 invånare.

## Befolkningsutveckling
Antalet invånare i kommunen Ferrières
Referens:INSEE